# Izospin
Izospin – liczba kwantowa, charakteryzująca cząstki kwantowe, transformująca się względem reprezentacji grupy SU(2). Identyczną grupę transformacji ma zwykły spin, stąd wzięła się nazwa tej wielkości. Izospin jest wektorem w pewnej abstrakcyjnej przestrzeni. Tak samo jak w przypadku zwykłego spinu, nie jest możliwe jednoczesne zmierzenie więcej niż jednej składowej izospinu, podaje się więc tylko jego trzecią składową. Izospin zwykle oznacza się literą {\displaystyle I,} a jego trzecią składową – {\displaystyle I_{3}.}
Istnieją dwa typy izospinu: silny i słaby.

## Silny izospin
Silny izospin różny od zera przypisuje się cząstkom oddziałującym silnie – barionom i mezonom, które są złożone z kwarków. Wartość izospinu określa się według reguły: jeżeli cząstka wchodzi w skład multipletu zawierającego {\displaystyle n} cząstek, to
{\displaystyle I={\frac {1}{2}}(n-1)}
zaś wartość trzeciej składowej wynosi
{\displaystyle I_{3}=-I,-I+1,\dots ,I}
czyli ma {\displaystyle 2I+1=n} wartości, przy czym do multipletów zalicza się cząstki o zbliżonych masach (jest to analogia do multipletowości stanów spinowych), tak że najniższą liczbę trzeciej składowej przypisuje się cząstce o najmniejszym ładunku, a najwyższą – cząstce o największym ładunku.
Przykładowo:
(1) nukleony – proton i neutron – tworzą dublet silnego izospinu, ze względu na to, że mają bardzo zbliżone masy; stąd mamy:
- {\displaystyle I=1/2} – izospin nukleonów,
- trzecia składowa:
  - {\displaystyle I_{3}=-1/2} dla neutronu,
  - {\displaystyle I_{3}=1/2} dla protonu,

(2) piony {\displaystyle \pi ^{+},} {\displaystyle \pi ^{0}} i {\displaystyle \pi ^{-}} tworzą tryplet izospinu
- {\displaystyle I=1} – izospin pionów,
- trzecia składowa:
  - {\displaystyle I_{3}=-1} dla {\displaystyle \pi ^{-},}
  - {\displaystyle I_{3}=0} dla {\displaystyle \pi ^{0},}
  - {\displaystyle I_{3}=1} dla {\displaystyle \pi ^{+}.}

(3) Wszystkie leptony są singletami – dlatego mają silny izospin równy 0.
Izospin wykazuje symetrię względem grupy {\displaystyle SU(2),} analogicznie jak spin, przy czym jest to symetria dokładna w przypadku spinu, a przybliżona w przypadku izospinu. Jest tak dlatego, że proton nie ma masy identycznej jak neutron, podobnie naładowane mezony {\displaystyle \pi ^{-}} i {\displaystyle \pi ^{+}} mają inne masy niż mezon {\displaystyle \pi ^{0}.}
Silny izospin i jego rzut są wielkościami zachowanymi w oddziaływaniach silnych, tzn. suma liczb izospinu i rzutu izospinu cząstek przed oddziaływaniem jest równa sumie liczb izospinu i rzutu izospinu po oddziaływaniu. Izospin silny nie zachowuje się w oddziaływaniach słabych.

### Przykład symetrii izospinu
(1) działając operatorem obniżającym spin {\displaystyle {\hat {S}}_{-}} na elektron w stanie
{\displaystyle |s,m_{1}\rangle =|1/2,1/2\rangle ,}
otrzymamy elektron w stanie
{\displaystyle |s,m_{2}\rangle =|1/2,-1/2\rangle }
– jest to symetria dokładna, gdyż elektron o spinie skierowanym w górę, wzdłuż pola magnetycznego ma np. identyczną masę i ładunek jak elektron o spinie skierowanym w dół.
(2) działając operatorem obniżającym izospin {\displaystyle {\hat {I}}_{-}} na stan izospinowy protonu
{\displaystyle |I,I_{3}\rangle =|1/2,1/2\rangle ,}
otrzymamy stan izospinowy neutronu
{\displaystyle |I,I_{3}\rangle =|1/2,-1/2\rangle }
– nie jest to jednak symetria dokładna, gdyż proton ma nieco inną masę niż neutron, a ponadto różnią się ładunkiem.

### Model kwarkowy

Kombinacje trzech kwarków u, d oraz s dające bariony mające spin s=3/2 (por. Ścieżka ośmiokrotna). Na osi poziomej odłożono wartości składowej izospinu barionów, oś pionowa – to wartości dziwności oś ukośna – wartości ładunku

Kombinacje trzech kwarków u, d oraz s tworzące bariony o spinie s=1/2 (por. Ścieżka ośmiokrotna). Opis osi – jak wyżej.

Odkrycie kwarków pozwoliło wyjaśnić pochodzenie symetrii silnego izospinu hadronów zawierających najlżejsze kwarki: kwarkom u oraz d przypisujemy izospin I=1/2, wtedy rzut izospinu kwarka u wynosi +1/2, a rzut izospinu kwarka d wynosi −1/2; odpowiednio przeciwne wartości rzutu izospinu przypisuje się ich antykwarkom; stąd można obliczyć izospin i rzut izospinu każdego hadronu, zliczając izospiny i ich rzuty przypisanie poszczególnym kwarkom w jego składzie. Przy czym symetria izospinu kwarków jest dokładniejsza niż symetria izospinowa hadronów, nie jest ona jednak zupełnie dokładna ze względu na różnice mas kwarków u i d.
Wiemy, że istnieje 6 różnych kwarków, pogrupowanych w 3 generacje. Masywniejszym kwarkom przypisuje się ich własny rodzaj izospinu, mający symetrię grupy {\displaystyle SU(2).} Wszystkie kwarki można traktować jako przejawy symetrii grupy {\displaystyle SU(6),} dla której grupy {\displaystyle SU(2)}„zwykłego” izospinu byłaby podgrupami. Jednak różnice mas między poszczególnymi kwarkami wyższych generacji są tak duże, że zupełnie znika sens doszukiwania się między nimi tego typu symetrii.

## Słaby izospin
Słaby izospin jest wielkością zachowaną ściśle. Jego niezwykłą cechą jest chiralność, to znaczy zależność od zwykłego spinu. Lewoskrętne elektrony mają słaby izospin równy −1/2, lewoskrętne neutrina +1/2. Lewoskrętne kwarki u, c i t mają izospin równy +1/2, lewoskrętne kwarki d, s i b −1/2. Prawoskrętne antycząstki powyższych cząstek mają odpowiednio przeciwne izospiny. Natomiast prawoskrętne odpowiedniki zwykłych cząstek mają słaby izospin równy 0. Ta różnica w traktowaniu cząstek lewoskrętnych i prawoskrętnych jest znana jako złamanie symetrii P. Na uwagę zasługują też neutrina – jeżeli mają masę, to istnieją prawoskrętne neutrina o słabym izospinie równym 0, co daje nam cząstkę o wszystkich możliwych ładunkach równych 0, z wyjątkiem masy. Takie neutrino nazywa się neutrinem sterylnym i nie bierze ono udziału w żadnym oddziaływaniu poza grawitacją, co ze względu na małą masę neutrin czyni z niego najsłabiej oddziałującą cząstkę.

### Oddziaływanie elektrosłabe
Teoria oddziaływań elektrosłabych ma symetrię cechowania {\displaystyle SU(2)\times U(1),} przy czym grupa {\displaystyle SU(2)} jest grupą transformacji słabego izospinu, zaś grupa {\displaystyle U(1)} opisuje tzw. hiperładunek. Teoria przewiduje istnienie czterech wektorowych bozonów cechowania:
{\displaystyle W^{-},} {\displaystyle W^{0},} {\displaystyle W^{+}} i {\displaystyle B^{0}}.
Naładowane bozony W mają trzecią składową izospinu równą odpowiednio −1 i +1 i wraz z bozonem {\displaystyle W^{0}} tworzą tryplet.
Bozon B jest singletem – ma izospin i jego trzecią składową równą 0.
Tworząc z bozonów {\displaystyle W^{0}} i {\displaystyle B^{0}} kombinacje liniowe, uzyskuje się bozon {\displaystyle Z^{0}} oraz foton (bozon γ). Współczynniki liniowe przy tych bozonach zależą od tzw. kąta Weinberga, który określa stopień „zmieszania” bozonów W i B, tworzących bozony Z i γ.

### Ładunek elektryczny i model Higgsa
Uwzględniając słaby hiperładunek {\displaystyle Y,} można zapisać wzór:
{\displaystyle Q=I_{3}-Y}
gdzie {\displaystyle Q} to ładunek elektryczny.
Powyższy wzór można interpretować tak, że ładunek elektryczny jest jedynie kombinacją liniową hiperładunku i izospinu jako bardziej podstawowych wielkości („kreską” na grupie {\displaystyle SU(2)\times U(1)}). Szczególna pozycja ładunku elektrycznego wynika z tego, że jego bozon cechowania (foton) jest bezmasowy. Jednak bezmasowość fotonu i masywność bozonu Z jest wynikiem złamania symetrii elektrosłabej. W pierwotnym wszechświecie być może ta symetria nie była złamana, ładunek elektryczny nie istniał jako wyróżniona wielkość, a wszystkie liniowe kombinacje bozonów {\displaystyle W^{0}} i {\displaystyle B^{0}} zachowywały się tak samo.
Masy bozonów Z i γ w myśl teorii oddziaływań elektrosłabych wynikają z modelu Higgsa. Otóż bozon Higgsa oddziałuje z wszystkimi cząstkami ze względu na ich izospin i hiperładunek, ale w przypadku fotonu te wartości się znoszą. Dlatego foton nie oddziałuje z bozonem Higgsa i jest bezmasowy. Sprawia to, że ładunek elektryczny staje się wyróżnioną wielkością i cząstki nim obdarzone oddziałują relatywnie mocno, natomiast inne kombinacje liniowe hiperładunku i izospinu są dyskryminowane i wpływają na własności cząstek znacznie słabiej.